# Монастырь Святого Силуана Афонского (Сонора)
Монастырь в честь святого Силуана Афонского (англ. Monastery of the Saint Silouan) — православный мужской монастырь Сан-Францисской и Западно-Американской епархии РПЦЗ, расположенный в округе Туалэми близ города Сонора, штат Калифорния, в США.
Престольный праздник монастыря — упокоение святого Силуана Афонского, отмечается 11 (24 по старому стилю) сентября. На 2015 год в обители проживали постоянно трое монахов.
При монастыре открыта гостиница для паломников.

## История
Монашескому братству, в которое входили 3 монаха: схиархимандрит Дамиан, иеросхимонах Симеоном и рясофорный монах Игнатий был пожертвован обширный участок земли на устройство монастыря. Он расположен в предместии города Сонора, у подножья гор Сьерра-Невада, вблизи национального парка Йосемити в штате Калифорния. На участке высятся два холма, покрытые рощами, а между ними — долина, через которую протекает ручей. В монастыре есть свой колодец, а также источник, который не иссякает даже во время засухи.
6 мая 2015 года основание монастыря преподобного Силуана благословил Архиерейский синод Русской православной церкви заграницей. С тех пор началась работа по подготовке участка и дома к официальному открытию правящим архиереем. На участке площадью 47 акров на котором воздвигнтуто несколько жилых построек. Предполагается строительство каменного храма для ежедневных богослужений и кафоликона для праздничных и воскресных служб. Основной язык братства — английский, несмотря на различное национальное происхождение отдельных монахов.
24 сентября 2015 года монастырь был освящён архиепископом Сан-Францисским и Западно-Американским Кириллом (Дмитриевым) и епископом Сиэтлийским Феодосием (Иващенко) в сослужении игумена монастыря архимандрита Иринея (Стинберга) и многочисленного духовенства. Этот день стал днём официального открытия монашеской обители.
В июле 2017 года в монастыре был организован лагерь молодёжи Западно-Американской епархии. Молодёжь очищала поля, строила монашеские кельи и оградки под огород, красила заборы. Когда они уехали братия продолжила работы по благоустройству монастыря чтобы успеть к престольному празднику 24 сентября 2017 года.
Языком повседневного общения в монастыре является английский, невзирая на происхождение каждого монаха в отдельности — такую практику братия позаимствовала у английского монастыря святого Иоанна Крестителя в Эссексе, основанного биографом и учеником святого Силуана схиархимандритом Софронием (Сахаровым) в 1959 году. Служба, тем не менее, может совершаться как на английском, так и на церковнославянском языках.

## Настоятели
- архимандрит Ириней (Стинберг) (6 мая 2015 — 28 июня 2019)
- епископ Иаков (Корацца) (с 28 июня 2019[8])